# كيم باتلر
كيم باتلر (بالإنجليزية: Kim Butler)‏ هي مؤرخة أمريكية، ولدت في 1960.